# (12625) Koopman
(12625) Koopman ist ein Asteroid des Hauptgürtels, der am 17. Oktober 1960 von dem niederländischen Astronomenehepaar Cornelis Johannes van Houten und Ingrid van Houten-Groeneveld entdeckt wurde. Die Entdeckung geschah im Rahmen des Palomar-Leiden-Surveys, bei dem von Tom Gehrels mit dem 120-cm-Oschin-Schmidt-Teleskop des Palomar-Observatoriums aufgenommene Feldplatten an der Universität Leiden durchmustert wurden.
Der Asteroid wurde am 9. April 2009 nach der Astronomin Elisabeth Hevelius (1647–1693) benannt, die als Elisabeth Catherina Koopmann geboren wurde und in zweiter Ehe mit Johannes Hevelius verheiratet war. Sie forschte zusammen mit ihrem Mann und gab nach seinem Tod noch zwei seiner Werke heraus. Sie gilt als eine der ersten Frauen, deren Leistungen in der Astronomie anerkannt wurden.